# 스페릭스
스페릭스(Spheriks)는 국제축구연맹이 기획하고 독일의 페퍼민트사가 제작한 26부작 TV 애니메이션이며 75분 분량의 극장판도 있다. 2002년 FIFA 월드컵의 마스코트인 아토(Ato), 카즈(Kaz), 니크(Nik)가 중심으로 내용이 전개 된다.

## 등장 인물
- 아토(Ato) (성우: 이정구)

색깔:      주황색
- 케즈(Katz) (성우: 이향숙)

색깔:      보라색
- 니크(Nik) (성우: 조진숙)

색깔:      파란색
- 레아(Lea) (성우: 임은정)

색깔:      빨간색
- 로스(Rose) (성우: 문관일)
- 비로(Biro) (성우: 강희선)
- 지넬(Jinel) (성우: 김관진)
- 로이드(Lloyd) (성우: 석원희)
- 프렌(Fren) (성우: 이원준)

## 한국판 제작진(KBS)
- 번역: 이진희
- 연출: 이원희
- 우리말 제작: KBS 미디어